# Bard (Loira)
Bard és un municipi francès situat al departament del Loira i a la regió d'Alvèrnia-Roine-Alps. L'any 2007 tenia 631 habitants.

## Demografia

### Població
El 2007 la població de fet de Bard era de 631 persones. Hi havia 233 famílies de les quals 41 eren unipersonals (29 homes vivint sols i 12 dones vivint soles), 82 parelles sense fills, 98 parelles amb fills i 12 famílies monoparentals amb fills.
La població ha evolucionat segons el següent gràfic:
Habitants censats

### Habitatges
El 2007 hi havia 288 habitatges, 239 eren l'habitatge principal de la família, 31 eren segones residències i 18 estaven desocupats. 278 eren cases i 7 eren apartaments. Dels 239 habitatges principals, 219 estaven ocupats pels seus propietaris, 15 estaven llogats i ocupats pels llogaters i 4 estaven cedits a títol gratuït; 1 tenia dues cambres, 24 en tenien tres, 63 en tenien quatre i 150 en tenien cinc o més. 187 habitatges disposaven pel capbaix d'una plaça de pàrquing. A 85 habitatges hi havia un automòbil i a 148 n'hi havia dos o més.

### Piràmide de població
La piràmide de població per edats i sexe el 2009 era:
| Homes | Edats   | Dones |
| ----- | ------- | ----- |
| 0     | 95 o +  | 0     |
| 4     | 90 a 94 | 0     |
| 8     | 85 a 89 | 4     |
| 0     | 80 a 84 | 4     |
| 8     | 75 a 79 | 12    |
| 8     | 70 a 74 | 8     |
| 12    | 65 a 69 | 12    |
| 4     | 60 a 64 | 12    |
| 16    | 55 a 59 | 8     |
| 40    | 50 a 54 | 24    |
| 16    | 45 a 49 | 20    |
| 20    | 40 a 44 | 24    |
| 28    | 35 a 39 | 24    |
| 16    | 30 a 34 | 16    |
| 16    | 25 a 29 | 20    |
| 16    | 20 a 24 | 8     |
| 12    | 15 a 19 | 20    |
| 32    | 10 a 14 | 24    |
| 8     | 5 a 9   | 24    |
| 20    | 0 a 4   | 16    |

## Economia
El 2007 la població en edat de treballar era de 421 persones, 322 eren actives i 99 eren inactives. De les 322 persones actives 305 estaven ocupades (169 homes i 136 dones) i 17 estaven aturades (5 homes i 12 dones). De les 99 persones inactives 44 estaven jubilades, 34 estaven estudiant i 21 estaven classificades com a «altres inactius».

### Ingressos
El 2009 a Bard hi havia 234 unitats fiscals que integraven 638 persones, la mediana anual d'ingressos fiscals per persona era de 18.190 €.

### Activitats econòmiques
Dels 14 establiments que hi havia el 2007, 5 eren d'empreses de construcció, 2 d'empreses d'hostatgeria i restauració, 2 d'empreses immobiliàries, 2 d'empreses de serveis, 1 d'una entitat de l'administració pública i 2 d'empreses classificades com a «altres activitats de serveis».
Dels 3 establiments de servei als particulars que hi havia el 2009, 1 era un paleta, 1 electricista i 1 restaurant.
L'any 2000 a Bard hi havia 28 explotacions agrícoles que ocupaven un total de 666 hectàrees.

## Equipaments sanitaris i escolars
El 2009 hi havia una escola elemental.

## Poblacions més properes
El següent diagrama mostra les poblacions més properes.